# 池春红
池春红（韓文：지춘홍，1912年—1939年），朝鲜人，本名池鳳君，原为妓生，藝名春紅，又稱春子、春娘。1927年（一说1928年）与张大千相识相恋，张回国时帮她开了一家汉药店维持生计，1939年離世。被认为是张大千多幅画作的原型人物。因反抗日军强奸而惨遭杀害。

## 异域红颜
1927年，张大千应日本古董商江藤涛雄邀请赴朝鲜金刚山游览。当时15岁的池春红被江藤请来照顾张大千的生活起居。據大千多年後描述：春紅楚楚可人，而且心思靈巧，兩人語言不通，但春紅善解人意，相處不久，二人便產生了感情。台北國立故宮博物院所輯《張大千先生詩文集》卷三可見二人之情深：
- 再贈春紅
- 韓女春娘日來旅邸侍筆硯，語或不能通達，即以畫示意，會心處相與啞然失笑，戲為二絕句贈之。
- 夷蔡蠻荒語未工，又從異國訴孤衷，最難猜透尋常話，筆底輕描意已通。
- 新來上國語初諳，欲笑佯羞亦太憨，硯角眉紋微蓄慍，厭他俗客亂清談。

张大千曾将两人合影和诗作两首《陈情诗》寄回国内，希望可以允许他异域纳妾（张当时已有两位夫人曾庆蓉和黄凝素），但由于张的家人反对，两人并未成婚。并因此张被其母亲严令立即回国。
之后两人曾保持联络直至1937年抗战爆发。

## 画作原型
池春红被认为是张大千画作《天女散花》、《清商怨》、《红拂女》、《美人双蝶图》等的原型。